# Падизе (мыза)
Па́ддис-Кло́стер (нем. Padis-Kloster, Па́дизе, эст. Padise mõis) — рыцарская мыза (имение) в волости Ляэне-Харью уезда Харьюмаа в Эстонии. Основана в XVII веке. Согласно историческому административному делению относилась к приходу Харью-Мадизе. В годы Российской империи находилась на территории Эстляндской губернии и относилась к приходу Святого Матиаса. Со времени своего основания и до перехода в собственность государства принадлежала дворянскому семейству Раммов.

## История мызы

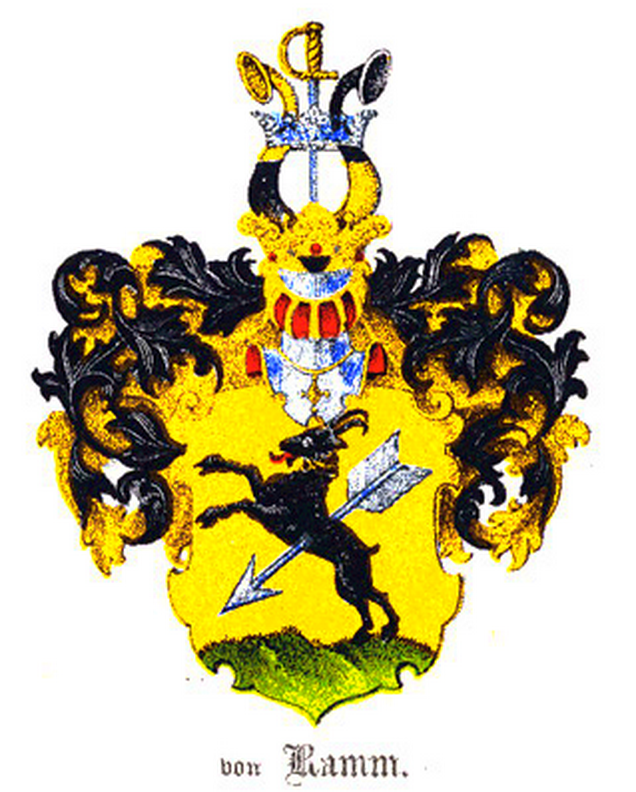
Герб рода Раммов

В 1622 году земли монастыря Падизе вместе с деревней Вихтерпалу и островом Суур-Пакри были подарены королём Густавом Адольфом в качестве инвеституры рижскому бургомистру Томасу фон Рамму (Thomas von Ramm). Мыза принадлежала потомкам Томаса фон Рамма до её национализации в 1919 году.
На военно-топографических картах Российской империи (1846—1863 годы), в состав которой входила Эстляндская губерния, мыза обозначена как Паддисъ Клостеръ.
Последним владельцем мызы был Фридольф фон Рамм.
Почти 150 лет для жилья использовались приспособленные монастырские помещения, в стенах которого установили большие окна и двери. Церковный зал поделили при помощи перекрытий на отдельные комнаты, в его западной части построили кухню с дымоходом. В комнатах установили голландские кафельные печи.
Расположенное отдельно от монастыря здание мызы в стиле барокко было построено в последней четверти XVIII столетия. Оно было одноэтажным, с лизенами на переднем фасаде. После 1860 года к зданию пристроили второй этаж и сделали существенные изменения в дизайне фасадов. К главному фасаду добавили небольшую переднюю, в стену которой вмуровали доску с текстом о подарке Густава Адольфа, которая ранее находилась над главными воротами городища, а под ней разместили гербы фамильного рода Раммов. На первом этаже находились парадный зал, столовая в стиле необарокко, так называемая «зелёная комната», галерея предков и библиотека с большим окном, из которого открывался вид на пруд. На втором этаже были жилые комнаты.
Многочисленные подсобные мызные здания располагались на обширной площади по обе стороны реки. Большинство из них были одноэтажными строениями из плитняка, элементы которого в стиле неоготики (скульптурные детали, выступающие из стен остроугольные крыши) являются старейшими в Эстонии и, вероятно, инспирированы прошлым этого места. Здания были обозначены камнями с датами строительства.
В 1836 году был построен амбар с высокими сводами, в 1856 году — расположенные вокруг четырёхугольного внутреннего двора хлев и конюшня (в 1982 году перестроенные под магазин и столовую по проекту архитектора Сийри Каземетс).
В ансамбле разбросанной планировки отдельными доминантами выделяются дом управляющего, мельница с архаистическими пропорциями, позже перестроенная в молочную-маслобойню, расположенные на другой стороне реки водочная фабрика (построена в 1874 году) и кузница (1884 год).
Господский дом мызы был выкуплен семейством Раммов в 1998 году. В настоящее время в нём располагается бутик-отель «Padise Manor» и ресторан «Ramm».

## Мызный комплекс
В Государственный регистр памятников культуры Эстонии внесены:
- главное здание мызы (господский особняк)[9],
- мызный  парк[10],
- дом управляющего[11],
- амбар[12],
- скотный двор[13],
- водяная мельница[14],
- водочная фабрика[15],
- хлев[16],
- дом садовника[17],
- мост первый[18],
- мост второй[19].

## Галерея

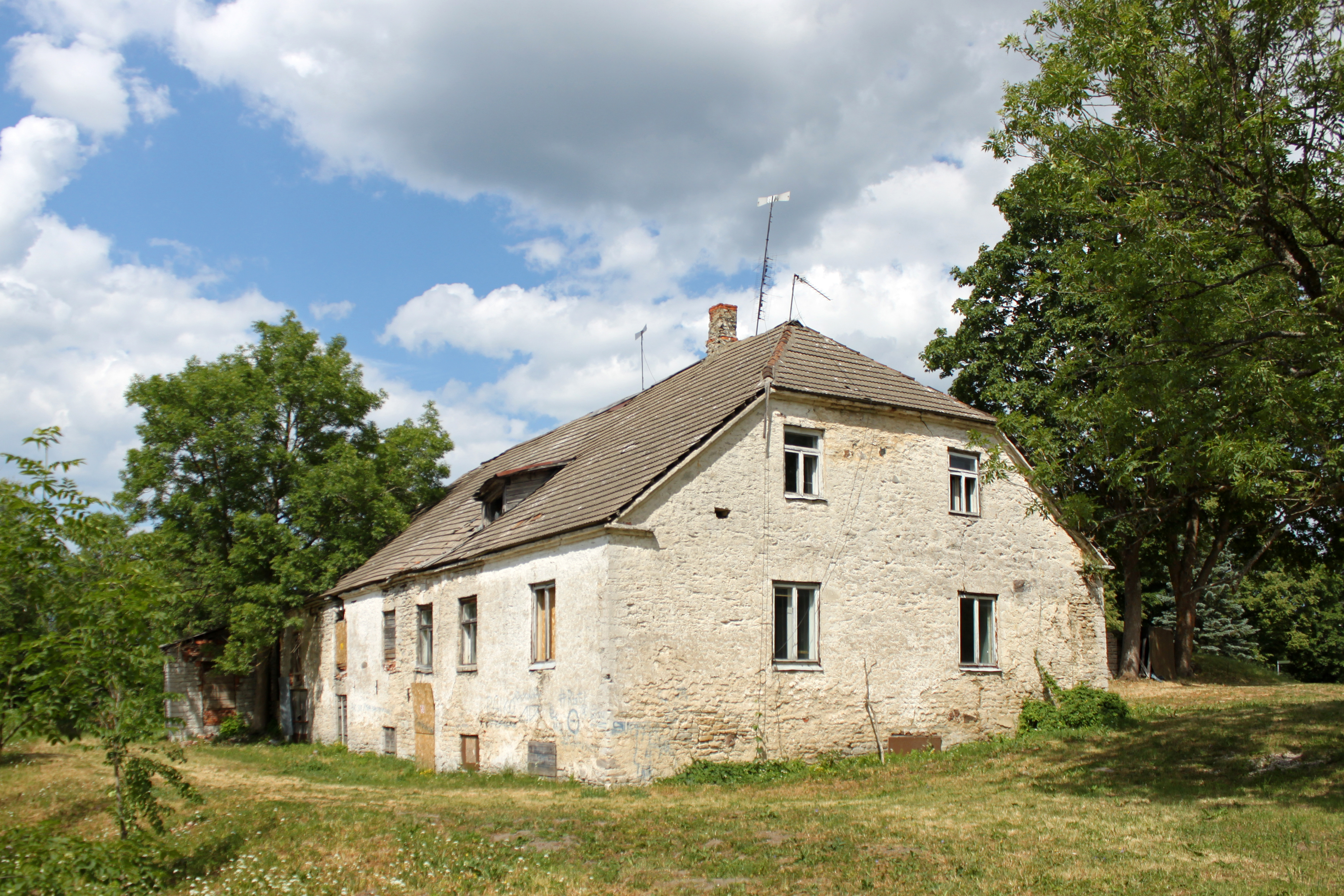
Водяная мельница мызы Падизе
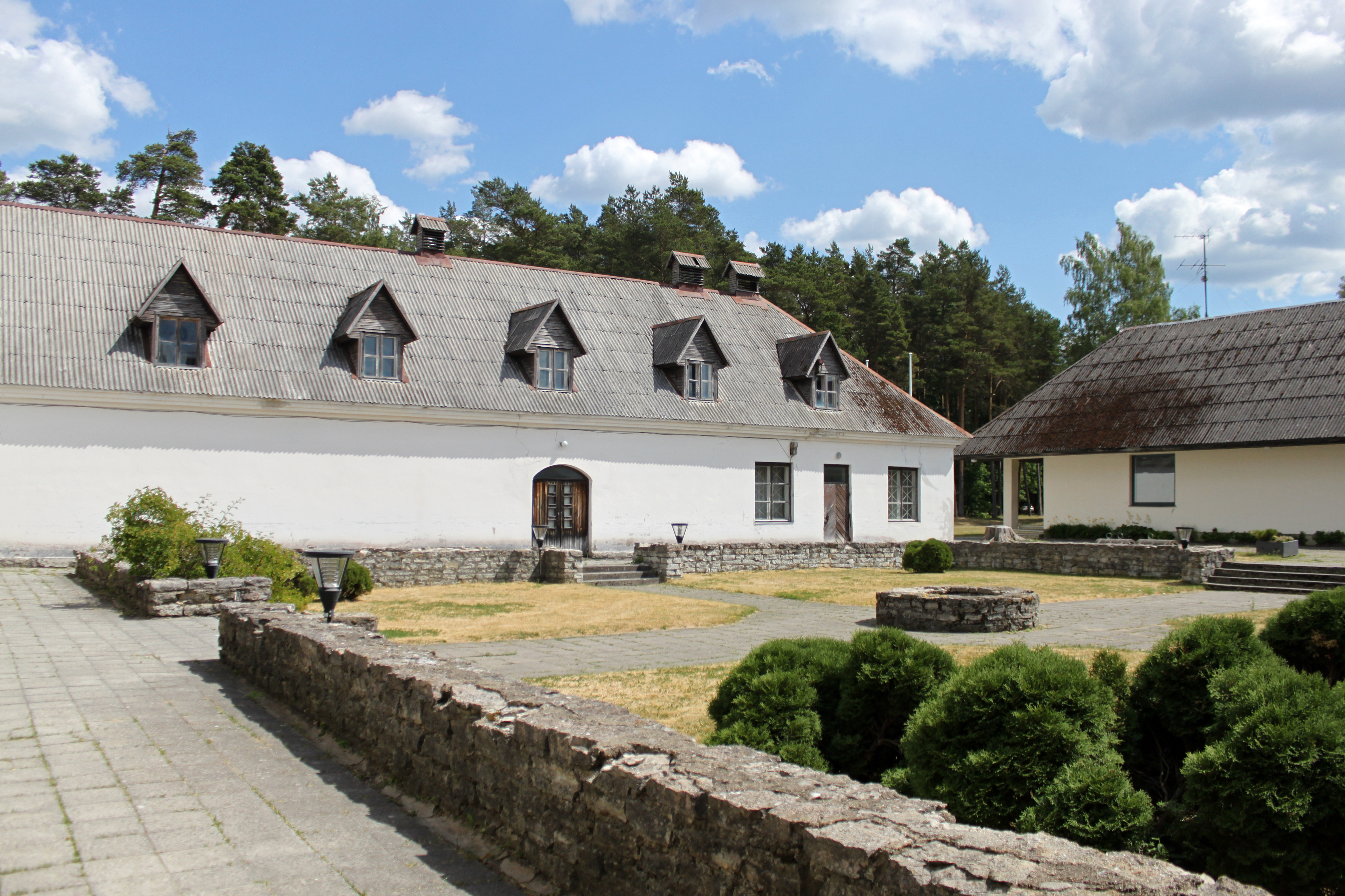
Скотный двор
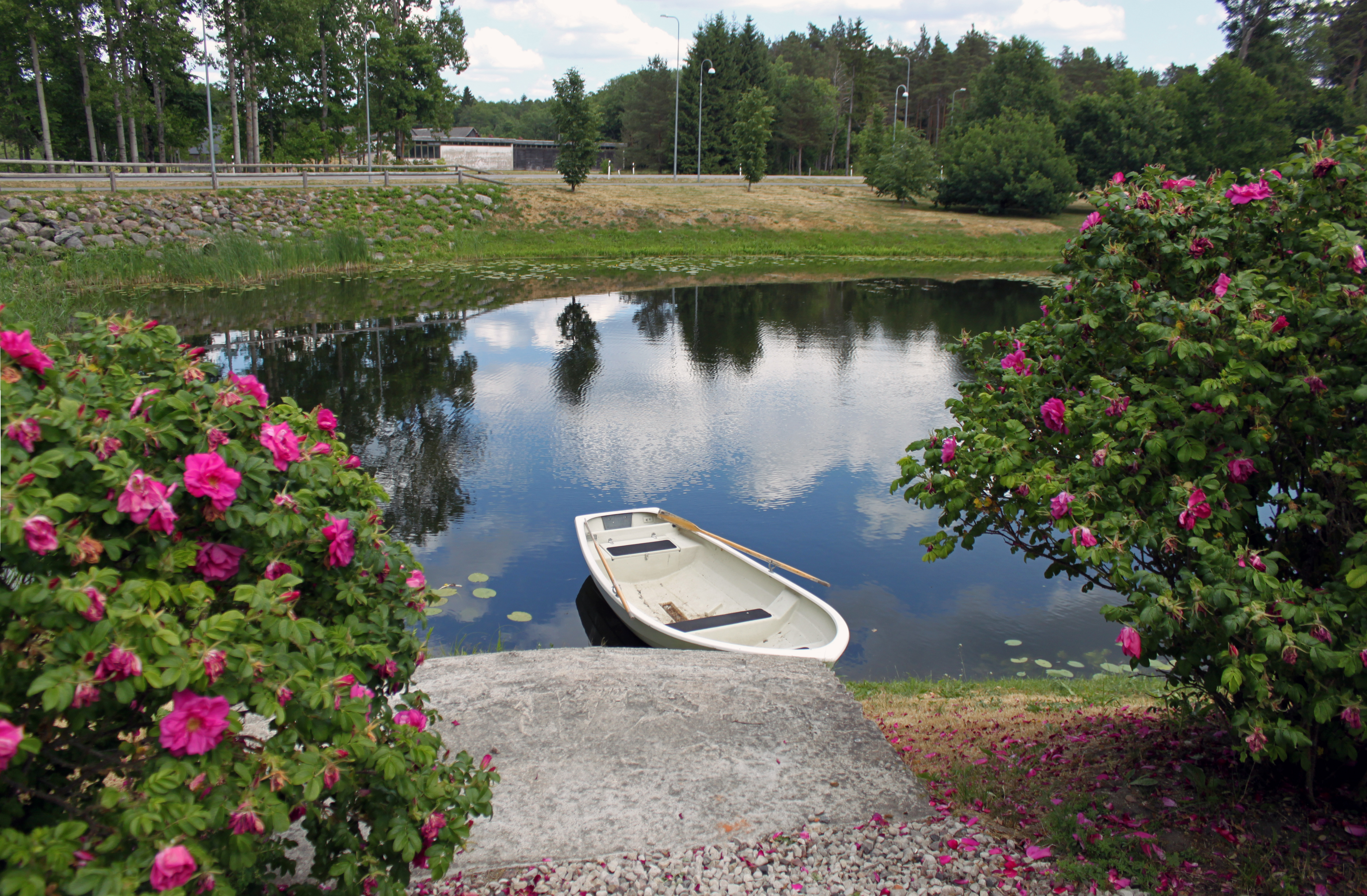
Пруд мызы Падизе
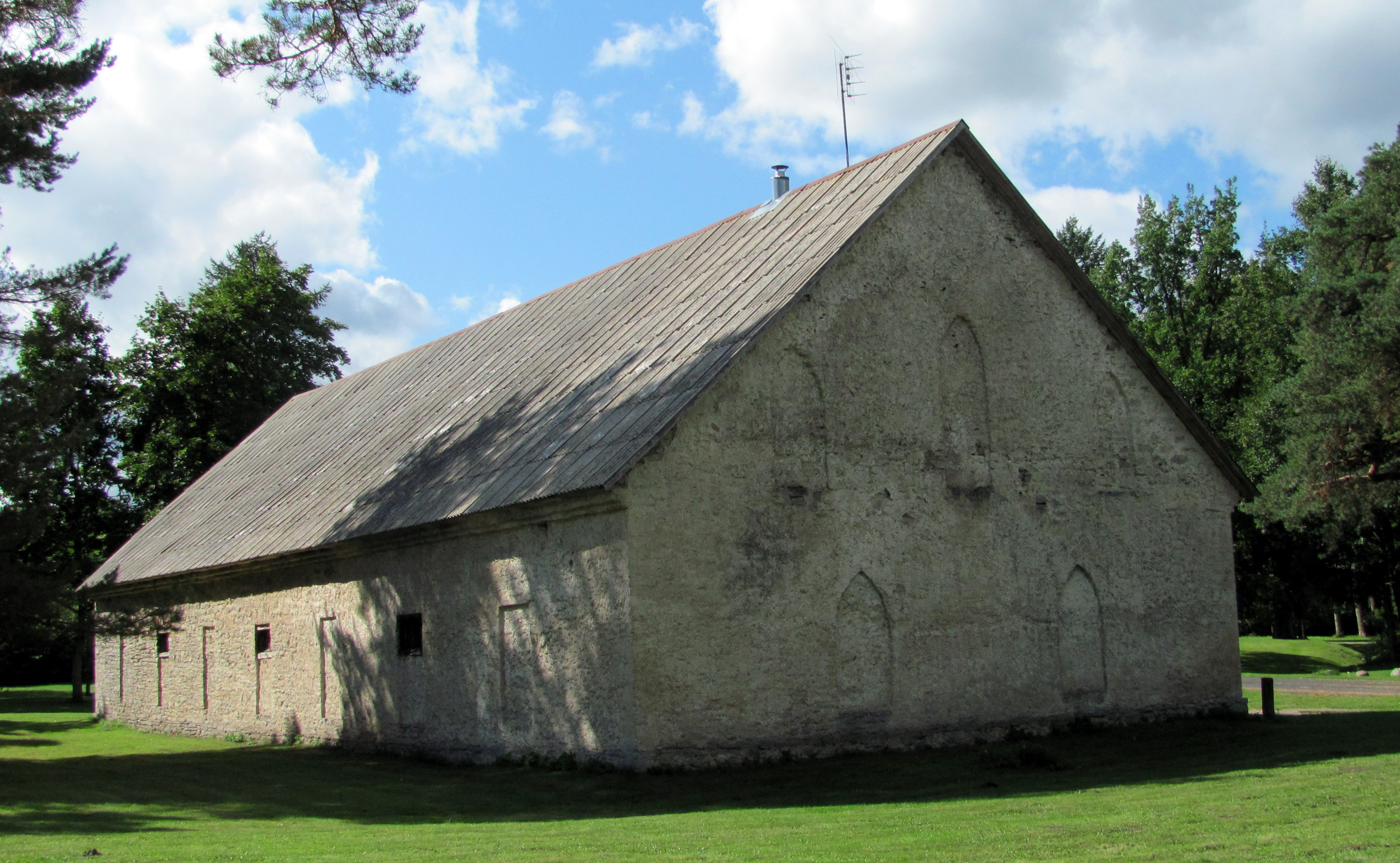
Амбар
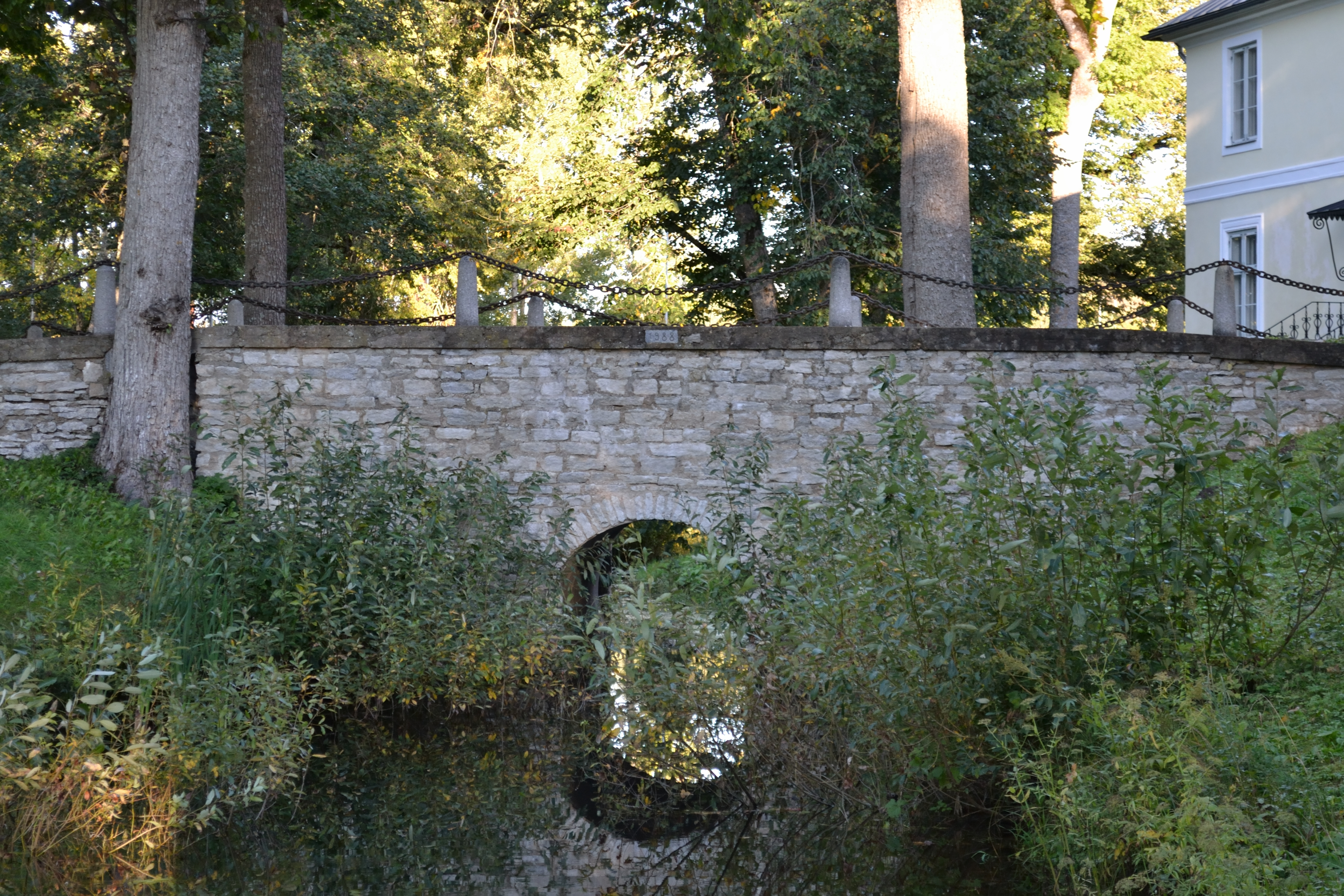
Мост второй